# Сельскохозяйственный кооператив

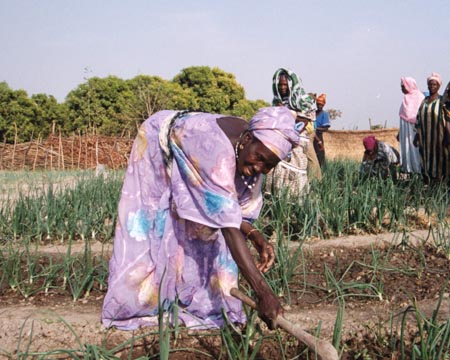
Сельскохозяйственный кооператив в Гвинее

Сельскохозяйственный кооператив (также фермерский кооператив) — вид кооператива, в рамках которого фермеры объединяют свои ресурсы в определенных областях деятельности. В широкой типологии сельскохозяйственных кооперативов проводится различие между «сельскохозяйственными обслуживающими кооперативами» — которые предоставляют различные услуги своим индивидуальным членам — и «сельскохозяйственными производственными кооперативами» (СПК) — в рамках которых производственные ресурсы (например, земля или сельхозтехника) объединяются и члены фермерских хозяйств работают совместно. Примерами сельскохозяйственных производственных кооперативов являются колхозы в бывших социалистических странах, а также — кибуцы и мошавы в Израиле и никарагуанские производственные кооперативы.
Сельскохозяйственные обслуживающие кооперативы являются численно доминирующей формой кооперации в мире, по данным на начало XXI века. Они, в свою очередь, делятся на «кооперативы по снабжению» и «кооперативы по сбыту». Первые снабжают своих членов ресурсами для сельскохозяйственного производства — включая семена, удобрения, топливо и услуги в области машиностроения — а вторые создаются фермерами для транспортировки, упаковки, распространения и сбыта своей продукции. Фермеры также широко полагаются на кредитные кооперативы в качестве источника как своих оборотных средств, так и для долгосрочных инвестиций.

## Сбытовые сельскохозяйственные кооперативы
Во многих странах сельскохозяйственные (фермерские) сбытовые кооперативы играют существенную роль. Особенное значение они имеют в молочном хозяйстве — в ряде стран ЕС на их долю приходится свыше 90% от реализуемого молока. В Финляндии на кооперативы приходится 97% реализуемого молока. В число двадцати крупнейших молочных компаний мира входят финская Valio, новозеландская Fonterra, германская DMK Deutsches Milchkontor, американская Dairy Farmers of America и нидерландская FrieslandCampina, которые являются кооперативами. 